# Psammogobius biocellatus
Psammogobius biocellatus  uma espécie de peixe da família Gobiidae e da ordem Perciformes.

## Morfologia
- Os machos podem atingir 12 cm de comprimento total.[5]

## Habitat
É um peixe de clima tropical (22 °C-28 °C) e bentopelágico.

## Distribuição geográfica
É encontrado na Austrália, China (incluindo Hong Kong), Guam, Índia, Indonésia, Japão (incluindo nas Ilhas Ryukyu), Madagáscar, Malásia, Nova Caledónia, Papua-Nova Guiné, nas Filipinas, Samoa, nas Seychelles, África do Sul, Sri Lanka, Taiwan, Tanzânia, Tailândia e Vietname.

## Observações
É inofensivo para os humanos.